# Ruby Arcobaleno
Ruby Arcobaleno (Rainbow Ruby, 레인보우 루비?, 彩虹宝宝S, Cǎihóng bǎobǎoP) è una serie televisiva d'animazione sudcoreano-cinese-canadese.
La serie tratta le vicende di una bambina allegra e vivace dai capelli rossi di nome Ruby. Grazie al suo orsetto Choco e al suo ombrello, dà vita al suo villaggio di fantasia costituito e abitato da tutti i suoi giocattoli. Ogni giorno troverà il modo di risolvere i problemi del villaggio, prendendo le parti di vari lavoratori: cuoca, babysitter, cantante, investigatrice...

## Personaggi e doppiatori
- Ruby: È una vivace ragazzina dai lunghi capelli rossi, che talvolta tiene raccolti in uno chignon ed altre volte li tiene sciolti. I suoi vestiti sono coloratissimi e i suoi colori preferiti sono il verde acqua, l'azzurro e il magenta. Il suo giocattolo preferito è Choco, l'orsetto a cui brilla il cuoricino ogni volta che il villaggio Arcobaleno ha bisogno di Ruby. Valentina Pallavicino.
- Gina: È un'energica piratessa. Una bambola in legno snodabile. La sua nave vola nel cielo esplorando tutto il villaggio Arcobaleno. Roisin Nicosia
- Mamma: È la madre di Ruby Arcobaleno. Anch'essa ha i capelli rossi raccolti sempre in uno chignon. Maura Cenciarelli
- Papà: Ha gli occhiali e i capelli castani. È il padre di Ruby Arcobaleno. Alessandro Budroni
- Il Signor Bradipo: Il signor Bradibo è uno dei peluche di Ruby Arcobaleno e il miglior amico di Saetta. Essendo un bradipo ama fare le cose lentamente. È viola e ha una voce da vero bradipo. Francesco De Francesco
- Saetta: È un peluche di Ruby Arcobaleno. Il suo nome è dato proprio dal suo amore per la velocità. È doppiato da Emiliano Reggente.
- Ling Ling: È un elefante di peluche, sindaco del villaggio. È doppiato da Gianluca Crisafi.